# Meliana
Meliana település Spanyolországban, Valencia tartományban. Meliana Valencia, Alboraya, Almàssera és Foios községekkel határos. Lakosainak száma 10 990 fő (2024).

## Népesség
A település népessége az utóbbi években az alábbiak szerint változott:
| Lakosok száma | 9090 | 9253 | 9827 | 10 395 | 10 666 | 10 612 | 10 678 | 10 822 | 10 881 | 10 990 |
|               | 2001 | 2004 | 2007 | 2009   | 2012   | 2014   | 2017   | 2019   | 2022   | 2024   |